# Nowonikołajewskaja
Nowonikołajewskaja (ros. Новониколаевская) – stanica w Rosji, w Kraju Krasnodarskim, w rejonie kalinińskim. W 2010 liczyła 3622 mieszkańców.